# Nils Fredrik Sander
Nils Fredrik Sander, född 26 september 1828 i Vintrosa, Närke, död 30 maj 1900 var en svensk skald, översättare, konstkännare, ämbetsman. 

## Biografi
Sander var son till gästgivaren Lars Nilsson och hans hustru Cathrina Larsdotter i Sanna. Han skrev lyrik och har tolkat nygrekisk poesi och den poetiska Eddan (1893).
Han var ledamot av Svenska Akademien 1889–1900, på stol nr 7 och valdes 1891 in som hedersledamot i Södermanlands-Nerikes nation. 
År 1895 lät han beställa den gipskopia av det grekiska Pireuslejonet som finns utställd på Historiska museet i Stockholm.

## Priser och utmärkelser
- 1853 – Svenska Akademiens stora pris i skaldekonst
- 1891 – Hedersledamot av Södermanlands-Nerikes nation i Uppsala
- 1894 – Letterstedtska priset för översättningar ur Eddan

### Skönlitteratur
- Den fallande stjernan : sånger till Selma. Stockholm: Norstedt. 1854. Libris 2fmbbq8k04tttgc8. https://litteraturbanken.se/f%C3%B6rfattare/SanderF/titlar/DenFallandeStjernan/sida/5/faksimil/?om-boken
- Quartetten : dikter. Uppsala: Lefflers förlag. 1855. Libris 18557402 - Tillsammans med C.G. Strandberg, C.R. Nyblom och Robert von Kraemer.
- Karlvagnen : en diktsamling. Stockholm: Bonnier. 1856. Libris 1972184. https://litteraturbanken.se/f%C3%B6rfattare/SanderF/titlar/Karlvagnen/sida/5/faksimil/?om-boken
- Lagerfesten : poem. Stockholm: Marcus. 1857. Libris 2509106. https://litteraturbanken.se/f%C3%B6rfattare/SanderF/titlar/Lagerfesten/sida/5/faksimil/?om-boken
- Minnesruna öfver konung Oscar den förste : [dikt]. Stockholm. 1859. Libris 10228021. https://litteraturbanken.se/f%C3%B6rfattare/SanderF/titlar/Minnesruna/sida/1/faksimil/?om-boken
- Dikter. Stockholm: Samson & Wallin. 1870. Libris hvgcndklfl01sgc3. http://urn.kb.se/resolve?urn=urn:nbn:se:alvin:portal:record-317390
- Ugglan vid Parthenontemplets ruin. Stockholm. 1870. Libris cqcs48gk9s8fwhrq. http://urn.kb.se/resolve?urn=urn:nbn:se:alvin:portal:record-317459
- Fogel på grön qvist : en sommar på Drottningholm : smärre dikter samt utdrag ur bref och anteckningar / af M. A. J. ; utgifna med bidrag af Anders F[lodman.]. Stockholm: Samson & Wallin. 1871. Libris n1pxtr7plm0n7n1t. http://urn.kb.se/resolve?urn=urn:nbn:se:alvin:portal:record-317588
- Sång på Akademiens för de fria konsterna högtidsdag den 30 maj 1891. Stockholm: Norstedt. 1891. Libris 1626018
- Drottningens juvel. Minnen från Skansens vårfest ; 9. Stockholm: Nordiska museet. 1893. Libris 1624911

### Varia
- Om Carl XII :s krigare under fångenskapen i Ryssland efter slaget vid Pultawa till freden i Nystad. Akademisk afhandling, som ... för filosofiska graden fäörfattad och utgifven af Fredrik Sander ... till offentlig granskning framställes å Gustavianska lärosalen den 19 maj 1857, p.v.t.f.m.. Stockholm, J.F. Meyer & Comp :s institut och boktryckeri. 1857. Libris 22549674. https://runeberg.org/sfcarl12/
- Sveriges nationalmuseum, dess byggnadshistoria, arkitektur och samlingar. Stockholm: Samson & Wallin. 1866. Libris 13927159. http://urn.kb.se/resolve?urn=urn:nbn:se:kb:eod-1584837
- Nationalmuseum : bidrag till taflegalleriets historia. 1-4. Stockholm: Samson & Wallin. 1872-1876. Libris 554389
- Underdånig berättelse angående emottagandet för statens räkning af de utaf Hans Maj;t konung Carl XV till staten testamenterade samlingar af konstverk, vapen och andra föremål Afgifven den 14 aug. 1873 af t.f. intendenten vid Nationalmuseum. Stockholm: Nationalmuseum. 1873. Libris 19796123. http://urn.kb.se/resolve?urn=urn:nbn:se:kb:eod-3027675
- Venus som stiger ur badet : bildstod i marmor af Johan Tobias Sergel jemte mästarens sjelfbiografi  : en konsthistorisk studie. Stockholm. 1877. Libris 384761
- Francesco Piranesi : svensk konstagent och minister i Rom : ett bidrag till belysningen af högmålsprocessen mot baron Gustaf Mauritz Armfelt. Stockholm. 1880. Libris 8226127
- Eddastudier : Brages samtal om skaldskapets uppkomst m. m. Stockholm: Norstedt. 1882. Libris 22548771. https://runeberg.org/sfedda/
- Hvem var Sigurd Fafnersbane? : ett bidrag till frågans besvarande hemtadt från runskriften å Rökstenen i Östergötland. Stockholm: Norstedt. 1883. Libris 532859
- Nordisk mythologi : Gullveig eller Hjalmters och Ölvers saga. Stockholm: P. A. Norstedt & söner. 1887. Libris 22549603. https://runeberg.org/nmgullveig/
- Guldhornen från Gallehus i Slesvig : Nordens yppersta fornfynd upptäckta och åter förlorade : en mythhistorisk och arkeologisk undersökning. Stockholm: Norstedt. 1888. Libris 1626013
- Inträdes-tal i Svenska Akademien den 20 december 1889. Stockholm. 1890. Libris 10559002
- Harbardssången jemte grundtexten till Völuspá : mythologiska undersökningar : med några Eddaillustrationer. Stockholm: Norstedt. 1891. Libris 21978759. http://urn.kb.se/resolve?urn=urn:nbn:se:kb:eod-1626014
- La mythologie du Nord éclairée par des inscriptions latines en Germanie, en Gaule et dans la Bretagne ancienne des premiers siècles de notre ère : études. Stockholm: Norstedt. 1892. Libris 1626015
- Rigveda und Edda : eine vergleichende Untersuchung der alten arischen und der germanischen oder nordischen Mythen. Stockholm: P. A. Norstedt & S :r. 1893. Libris 1626017
- Das Nibelungenlied : Siegfried der Schlagentöter und Hagen von Tronje. Eine mythologische und historische Untersuchung. Stockholm. 1895. Libris 3027672
- Minne af professorn Carl Fredrik von Breda. Stockholm. 1896. Libris 18669013
- Marmorlejonet från Piræeus med nordiska runinskrifter : en undersökning och förklaring. Stockholm: Norstedt. 1896. Libris 1663775
- Runinskrifter ånyo granskade. Stockholm: Norstedt. 1898. Libris 1663776
- Svenska dopnamn : Förslag till ändringar i almanackans namnlängd. Stockholm: Norstedt. 1899. Libris 1663777

### Samlade upplagor och urval
- Valda dikter. Stockholm: Tigerschiöld. 1906. Libris 21975499. http://urn.kb.se/resolve?urn=urn:nbn:se:kb:eod-1617204